# Basilica dei Santi Bartolomeo e Gaetano
La basilica dei Santi Bartolomeo e Gaetano è una chiesa cattolica di Bologna, ubicata nelle immediate adiacenze delle due torri. Nell'ottobre del 1924 papa Pio XI l'ha elevata alla dignità di basilica minore.

## Storia
La tradizione parla di una chiesa dedicata a san Bartolomeo già nel V secolo, eretta da san Petronio sulle fondazioni di una chiesa paleocristiana. Nel luogo in cui sorge la basilica odierna, esisteva nel XIII invece una chiesa di modeste dimensioni, con la facciata rivolta a Piazza di Porta Ravegnana.
Nel 1516, la famiglia Gozzadini affidò ad Andrea Marchesi, detto il Formigine, un progetto che comprendeva anche la ristrutturazione della chiesa esistente. Il progetto venne interrotto a causa dell'uccisione di Giovanni di Bernardino Gozzadini, nel 1516, con la realizzazione del solo portico ancora oggi visibile.
Nel 1599 i padri Teatini subentrarono nella reggenza della chiesa, e diedero l'avvio, dal 1627, a una completa ristrutturazione del complesso. Il disegno fu affidato a Giovanni Battista Natali, detto il Falzetta, rivisto da Agostino Barelli, architetto del Senato bolognese: inglobando il portico del palazzo Gozzadini, il nuovo edificio risultava di maggiori dimensioni e con un diverso orientamento, con la facciata rivolta su Strada Maggiore.
Nel 1671 venne canonizzato San Gaetano, fondatore dell'ordine dei Teatini, e i padri ne unirono il titolo a quello dell'apostolo Bartolomeo. Le lunette del portico vennero quindi decorate con scene della vita di San Gaetano. Venne conservato, della precedente chiesa, il portale quattrocentesco posto sul lato rivolto alle Due Torri, e nel 1694 vennero completati il campanile e la cupola. La cuspide del campanile venne aggiunta mezzo secolo dopo.

## Descrizione

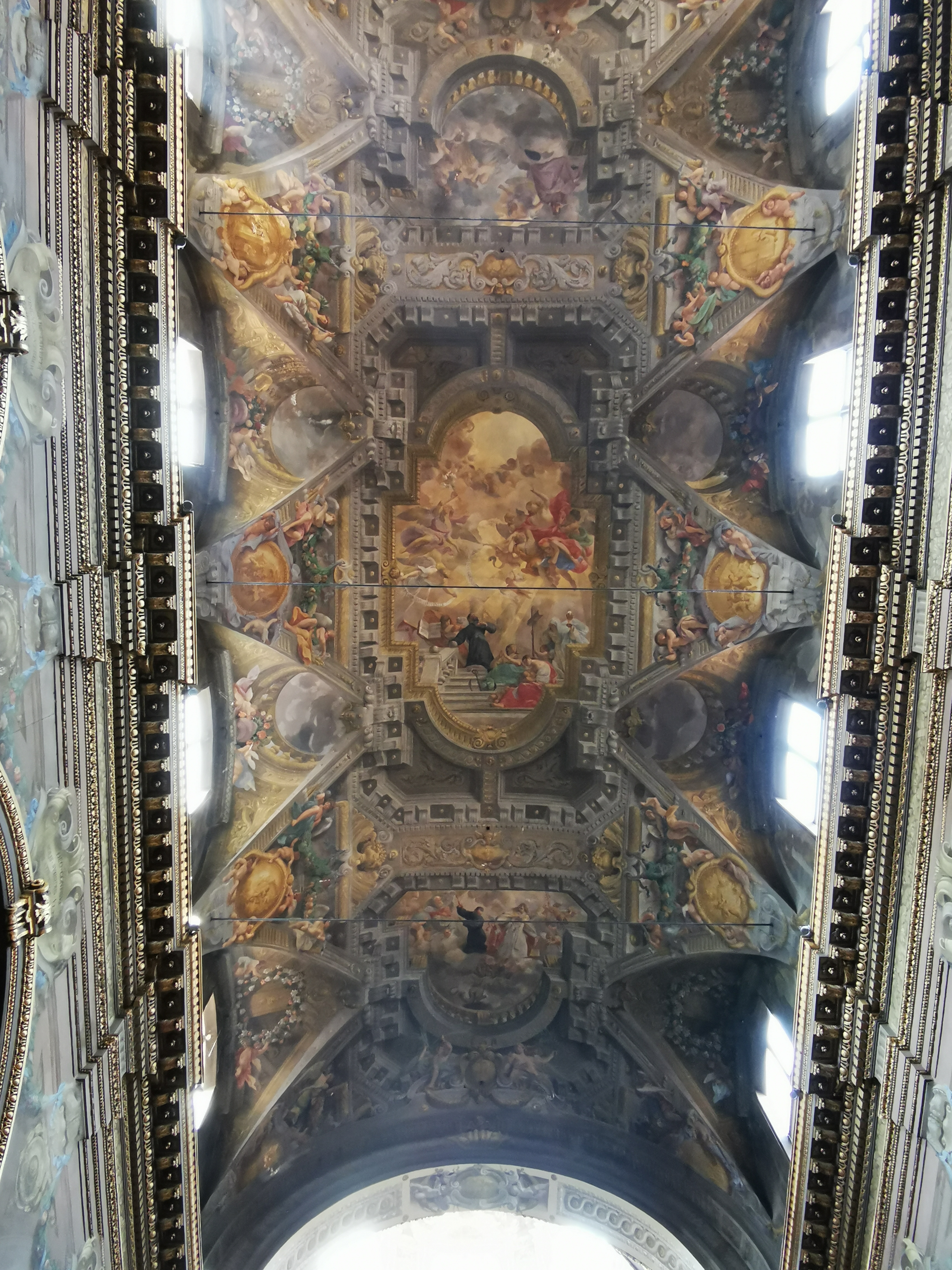
Soffitto - Santi Bartolomeo e Gaetano, Bologna

Il bel campanile, dalle linee barocche, è alto una cinquantina di metri e risulta uno dei più alti di Bologna, ma questa sua caratteristica è purtroppo penalizzata dalla vicina ed incombente presenza delle Due Torri.
Sul lato verso Piazza di Porta Ravegnana si trova il quadrante dell'orologio, inaugurato da Camillo Franchini nel 1857, ancora perfettamente funzionante.
La chiesa, suddivisa all'interno da tre navate, con cappelle poco profonde che affacciano sulle navate laterali, transetto e abside semicircolare, presenta una ricca decorazione affrescata di gusto barocco. La volta della navata centrale fu affrescata da Giacomo Alboresi (1632-1677) con le Storie di San Gaetano (a partire dalla controfacciata: Visione di San Gaetano, Spiritualità di San Gaetano, la Lotta contro l'eresia). Le scene sono incorniciate dall'imponente decorazione barocca a quadrature prospettiche di Angelo Michele Colonna (1604 -1687) e Agostino Mitelli (1609-1660).
La grande cupola all'incrocio del transetto fu invece decorata dai fratelli Antonio (1643-1695) e Giuseppe (1652-1727) Rolli, con la Gloria di San Gaetano e la Cacciata di Lucifero al centro e nei pennacchi i Quattro dottori della Chiesa.
Le cappelle laterali sono impreziosite da alcuni notevoli dipinti del Seicento bolognese: nella seconda cappella è un San Carlo Borromeo al sepolcro di Varallo di Ludovico Carracci del 1617 circa e, al di sotto, un Sacro Cuore di Ubaldo Gandolfi. Nella quarta cappella è invece una Annunciazione di Francesco Albani, del 1632, originariamente commissionata per la cappella Fioravanti della precedente chiesa, ma fu qui spostata nel 1685, insieme alle due tele laterali con l'Adorazione del Bambino e il Sogno di Giuseppe del 1647, ordinati dagli stessi Teatini.
Nel transetto destro, all'altare, è una grande tela di Lucio Massari con San Gaetano e i simboli della sua spiritualità, a cui nel Settecento fu aggiunto il Dio Padre nella centina in alto, opera di Giuseppe Marchesi detto il Sansone.

Nell'abside sono raffigurate tre scene della vita di San Bartolomeo: a sinistra San Bartolomeo predica agli Armeni e distrugge l'idolo, a destra San Bartolomeo libera dal demonio la figlia del re d'Armenia e al centro il Martirio di San Bartolomeo. Autori di questi affreschi furono Marcantonio Franceschini (1648-1727) e Luigi Quaini (1643-1717) ed Enrico Haffner per le quadrature. 

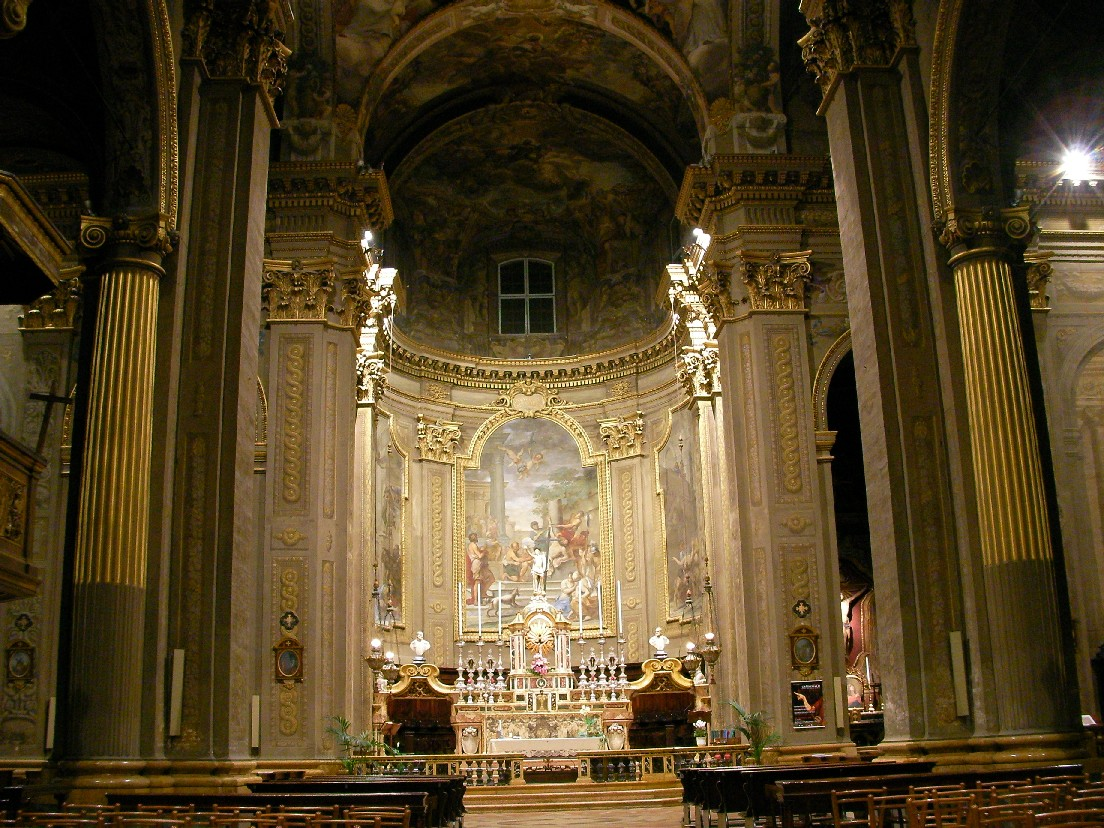
Interno verso il Presbiterio

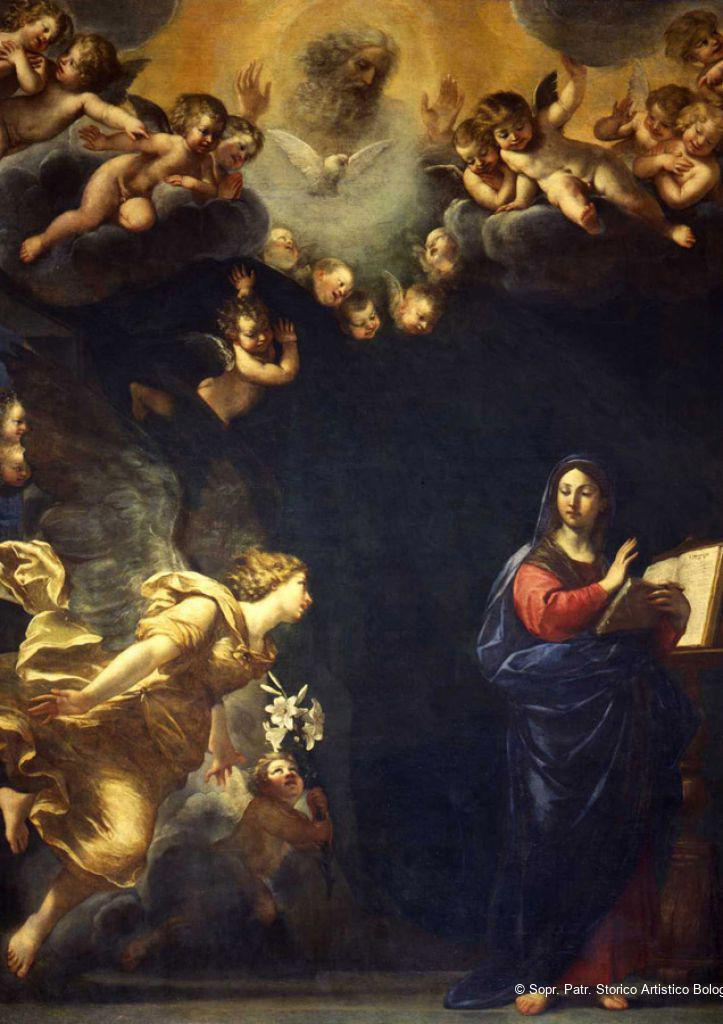
Francesco Albani, Annunciazione

Degna di nota nel transetto sinistro è la Cappella del Santissimo Sacramento nel cui altare è custodita la piccola tela di forma ovale della Madonna col bambino dormiente (detta anche del Suffragio), opera di Guido Reni databile attorno al 1632.
Nella seconda cappella sinistra, con decorazioni affrescate ottocentesche di Alessandro Guardassoni, si trova una tela di Alessandro Tiarini con Sant'Antonio di Padova e il Bambino. Sotto il dipinto, in una piccola nicchia dorata, è collocato un Ecce Homo in terracotta policroma forse secentesco.
All'interno si trova un presepio in terracotta opera di Cesarino Vincenzi.
Sotto la chiesa è una piccola cripta affrescata sotto il presbiterio e l'oratorio cinquecentesco dell'Immacolata Concezione e San Gaetano, che conserva una antica immagine della Madonna col Bambino attribuita a Lippo di Dalmasio, già collocata in una piccola chiesa accanto alla torre Garisenda e qui spostata nel 1871.
Sopra la porta d'ingresso è conservato l'organo costruito da Giuseppe Colonna nel 1644 e più volte modificato e restaurato; possiede una tastiera di 45 tasti (Do1-Do5) con ottava corta e pedaliera di 18 tasti (Do1-La2) costantemente unita al manuale; i registri sono azionati da manette ad incastro poste su due file parallele a destra della tastiera a scorrimento verticale con incastro. Un secondo strumento, risalente al XIX secolo e racchiuso entro cassa lignea neogotica, è situato nell'abside.
Nella cella campanaria, illuminata da grandi monofore a tutto sesto chiuse dalle caratteristiche imposte "a persiana", è installato un concerto di 4 campane fuse nel 1857 da Clemente Brighenti: 1^ Campana (Grossa. Nota: Mi3; diametro: cm 113,6; peso: circa kg 900); 2^ Campana (Mezzana. Nota: Fa#3; diametro: cm 101; peso: circa kg 600); 3^ Campana (Mezzanella. Nota: Sol#3; diametro: cm 90,6;  peso: circa kg 450); 4^ Campana (Piccola. Nota: Si3; diametro: cm 76,8; peso: circa kg 300). Il concerto da sempre rivaleggia qualitativamente coi similari (ed eccellenti) concerti della parrocchia di S.Giorgio di Piano e dell'Abbazia di Zola Predosa, sempre in Arcidiocesi di Bologna. Durante il secondo conflitto mondiale esso fu destinato alla requisizione bellica ma fu salvato grazie alla ferma opposizione dell'allora Parroco Mons. Giovanni Battista Trombelli, che scacciò letteralmente dalla chiesa gli incaricati recatisi sul luogo per portare via i bronzi. Le campane, ad azionamento completamente manuale, sono installate sui caratteristici ceppi in legno "alla bolognese" ed intelaiate su un castello, sempre in legno, e vengono suonate "a doppio" dai maestri campanari nelle principali solennità. La chiesa è dotata anche di un "campanile elettronico" che diffonde il suono di campane registrate per le esigenze ordinarie della parrocchia, i cui diffusori "a tromba" sono installati in cella campanaria.